# Bartramia austro-arcuata
Bartramia austro-arcuata là một loài rêu trong họ Bartramiaceae. Loài này được Müll. Hal. mô tả khoa học đầu tiên năm 1882.